# 벨라루스의 로마 가톨릭 교구 목록
벨라루스의 로마 가톨릭 교구는 1개 관구에 1개 관구장좌 대교구와 3개 일반 교구로 구성된다

## 교구

### 민스크-마힐로프 관구 (Province of Minsk-Mohilev)
- 민스크-마힐로프 관구장좌 대교구 (Archdiocese of Minsk-Mohilev)
- 호로드나 교구 (Diocese of Grodno)
- 핀스크 교구 (Diocese of Pinsk)
- 비쳅스크 교구(Diocese of Vitebsk)